# Whatever Lola Wants

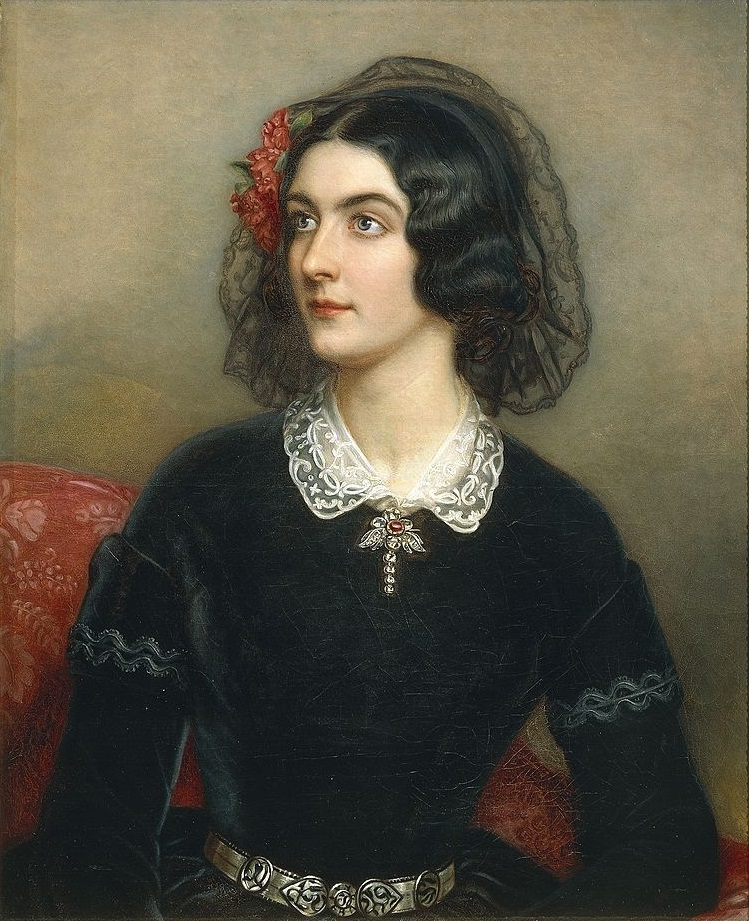
Lola Montez 1847

"Whatever Lola Wants" é uma música pop, às vezes apresentada como "Whatever Lola Wants, Lola Gets". A música e a letra foram compostas por Richard Adler e Jerry Ross para o musical de 1955, Damn Yankees. A música é cantada pela personagem Lola, a assitente do Diabo, papel originalmente representado por Gwen Verdon, que repetiu o papel no filme. O papel teria sido inspirado em Lola Montez, um "bailarina espanhola" de origem irlandesa e amante do rei Luís I da Baviera, que mais tarde se tornou uma vamp na corrida ao ouro em São Francisco.

## Também gravada por
- Natacha Atlas
- Les Baxter
- Ran Blake
- Bob & Ray
- Les Brown
- Alma Cogan (1957)
- Xavier Cugat
- Gracie Fields
- Ella Fitzgerald
- Gotan Project
- Molly Johnson
- Louis Jordan
- Eartha Kitt
- Abbe Lane
- Gayle Lark
- Carmen McRae
- Sophie Milman (2007, Live at Winter Garden Theatre)
- Bebe Neuwirth
- Caroline O'Connor
- Della Reese
- Aldemaro Romero
- Dinah Shore (1955)
- Mel Tormé
- Sarah Vaughan
- Gwen Verdon
- Baby Face Willette
- Chiwetel Ejiofor
- Julius Pringles (2001)

Alan Sherman, na música "Kiss of Meyer", que é uma paródia a "Kiss of Fire", termina a canção com a seguinte expressão:  "Whatever Meyer Wants/ Meyer Gets/ That is his name/ His name is Meyer Getz."